# Alfred Hausser
Alfred Theodor Hausser (* 27. August 1912 in Stuttgart; † 12. August 2003 in Stuttgart) war ein deutscher kommunistischer Widerstandskämpfer während der Zeit des Nationalsozialismus. Im Juli 1936 wurde Alfred Hausser wegen Vorbereitung zum Hochverrat zu einer langjährigen Haftstrafe verurteilt. Ab 1945 war er maßgeblich beim Aufbau der Vereinigung der Verfolgten des Naziregimes – Bund der Antifaschistinnen und Antifaschisten (VVN-BdA) beteiligt.

## Leben
Alfred Hausser wurde als Sohn einer Arbeiterfamilie in Stuttgart geboren. Die Zeit während des Ersten Weltkriegs verbrachte er bei seinen Großeltern auf dem Lande. Nach Ende des Ersten Weltkriegs und der Novemberrevolution 1918/19 besuchte Hausser die Volksschule in Stuttgart-Gablenberg. Nach bestandener Mittlerer Reife begann er 1928 eine Mechanikerlehre bei der Firma Eckhardt, einem Betrieb, der bei 400 Mitarbeitern ein Viertel Lehrlinge beschäftigte. Mit der Beendigung der Lehre 1932 war Hausser arbeitslos und blieb wirtschaftlich von seinen Eltern abhängig.

## Politisches Wirken
Alfred Hausser wurde 1930 Mitglied des Kommunistischen Jugendverband Deutschlands (KJVD). Für die illegale Arbeit des KJVD ging er ins Ruhrgebiet. 1932 wurde er Mitglied der Kommunistischen Partei Deutschlands (KPD). Für sie war er für den Aufbau einer „antifaschistischen Jugendorganisation“ verantwortlich.
Nach Machterlangung der Nationalsozialisten arbeitete Alfred Hausser ab August 1934 im Auftrag der KPD im Bezirk Chemnitz unter dem Decknahmen Max in der politischen Agitation. Ende des gleichen Jahres wurde seine Gruppe wegen Verteilung von Flugblättern gegen das Hitlerregime verhaftet. Nach 17 Monate „Behandlung“ im NS-Rechtsapparat, die mit „verschärften Vernehmungen“ begann, wurde das Gerichtsverfahren gegen ihn und zehn weitere Beschuldigte in Berlin vor dem Volksgerichtshof eröffnet. Als Haupträdelsführer wurde Hausser wegen „Vorbereitung eines hochverräterischen Unternehmens“ zu 15 Jahren Zuchthaus und 10 Jahren Ehrenverlust sowie Polizeiaufsicht verurteilt.
Während der Haft im Zuchthaus Ludwigsburg unterstand Alfred Hausser Disziplinarmaßnahmen wie Einzelhaft und Sprechverbot. Bei der Wehrerfassung der Häftlinge im Oktober 1939 wurde er für den „Dienst in der Wehrmacht im Frieden, und im Krieg für dauernd“ ausgeschlossen. In dieser Zeit wurde er zur Zwangsarbeit für Bosch im Gefängnisbetrieb eingeteilt. Eine Entschädigung für die Zwangsarbeit hat er in der Bundesrepublik zu Lebzeiten nie erhalten. Erst im Februar 2006 wurde sein Antrag auf Entschädigung nach EVZStiftG von der zuständigen Partnerorganisation International Organisation of Migration (IOM) positiv beschieden und an seine Erben ausgezahlt. 
Nach zweimaliger Verlegung – 1943 in die Haftanstalt Celle sowie 1945 ins Gefängnis Wolfenbüttel – und der Befreiung durch die Amerikaner Ende April 1945 kehrte Alfred Hausser nach Stuttgart zurück. Als einer der ersten Redakteure arbeitete er 1946 bei der Jugendzeitschrift Die Zukunft in Tübingen in der französischen Besatzungszone mit.
Bald war er als Antifaschist auch in der Bundesrepublik wieder Repressalien ausgesetzt. 1950 musste Hausser wegen einer Erklärung gegen den Koreakrieg eine mehrwöchige Haftstrafe in dem Zuchthaus Ludwigsburg absitzen. Seit seiner Gründung im Jahr 1948 war Alfred Hausser bis zu seiner Verrentung (1975) Mitarbeiter des VVN Landesverband Württemberg-Baden. Zwischen 1961 und 1992 war er in diesem Verband Landesvorsitzender. 1986 gründete Hausser die „Interessengemeinschaft ehemaliger Zwangsarbeiter unter dem NS-Regime“, die 2007 in die Arbeit des Bundesverbandes der VVN-BdA einging. Noch im hohen Alter begleitete er als Zeitzeuge regelmäßig die vom Stadtjugendring Stuttgart organisierten „antifaschistischen Stadtrundfahrten“. Parteipolitisch engagierte Hausser sich in den 1960er Jahren in der Deutschen Friedens-Union, für die er bei der Bundestagswahl 1965 erfolglos im Bundestagswahlkreis Stuttgart II kandidierte, und in der Aktion Demokratischer Fortschritt, deren ebenfalls erfolgloser Direktkandidat er bei der Bundestagswahl 1969 im Bundestagswahlkreis Ludwigsburg war.

## Posthume Würdigung
Im Gedenken an sein Gründungsmitglied und langjährigen Vorsitzenden verleiht die VVN-BdA Baden-Württemberg alle zwei Jahre den nicht dotierten Alfred Hausser Preis. Er wird für Arbeiten und Projekte zur Forschung und Vermittlung von örtlichen oder regionalen Ereignissen während der Nazizeit verliehen, um die Erinnerung an den Widerstand, die Verfolgten und die Opfer des Faschismus wachzuhalten.

## Ehrungen
- 1994 wurde Alfred Hausser zum Ehrenpräsidenten der VVN gewählt.
- Kurz vor seinem Tode erhielt er das Verdienstkreuz am Bande des Verdienstordens der Bundesrepublik Deutschland.
- Im Stuttgarter DGB-Haus ist ein Saal nach ihm benannt.[5]